# Stefan Schael (Physiker)
Stefan Schael (* 1961 in Leverkusen) ist ein deutscher Physiker.

## Werdegang
Nach seinem Abitur studierte Schael Physik an der Rheinischen Friedrich-Wilhelms-Universität Bonn und der Ruprecht-Karls-Universität Heidelberg. Seine Promotion führte er an der Universität Karlsruhe, seine Habilitation an der Ludwig-Maximilians-Universität München durch. Nach Forschungsaufenthalten am CERN und am Max-Planck-Institut für Physik ist Schael seit dem Jahr 2000 an der RWTH Aachen tätig und leitet dort das I. Physikalische Institut B.

## Forschung und Lehre

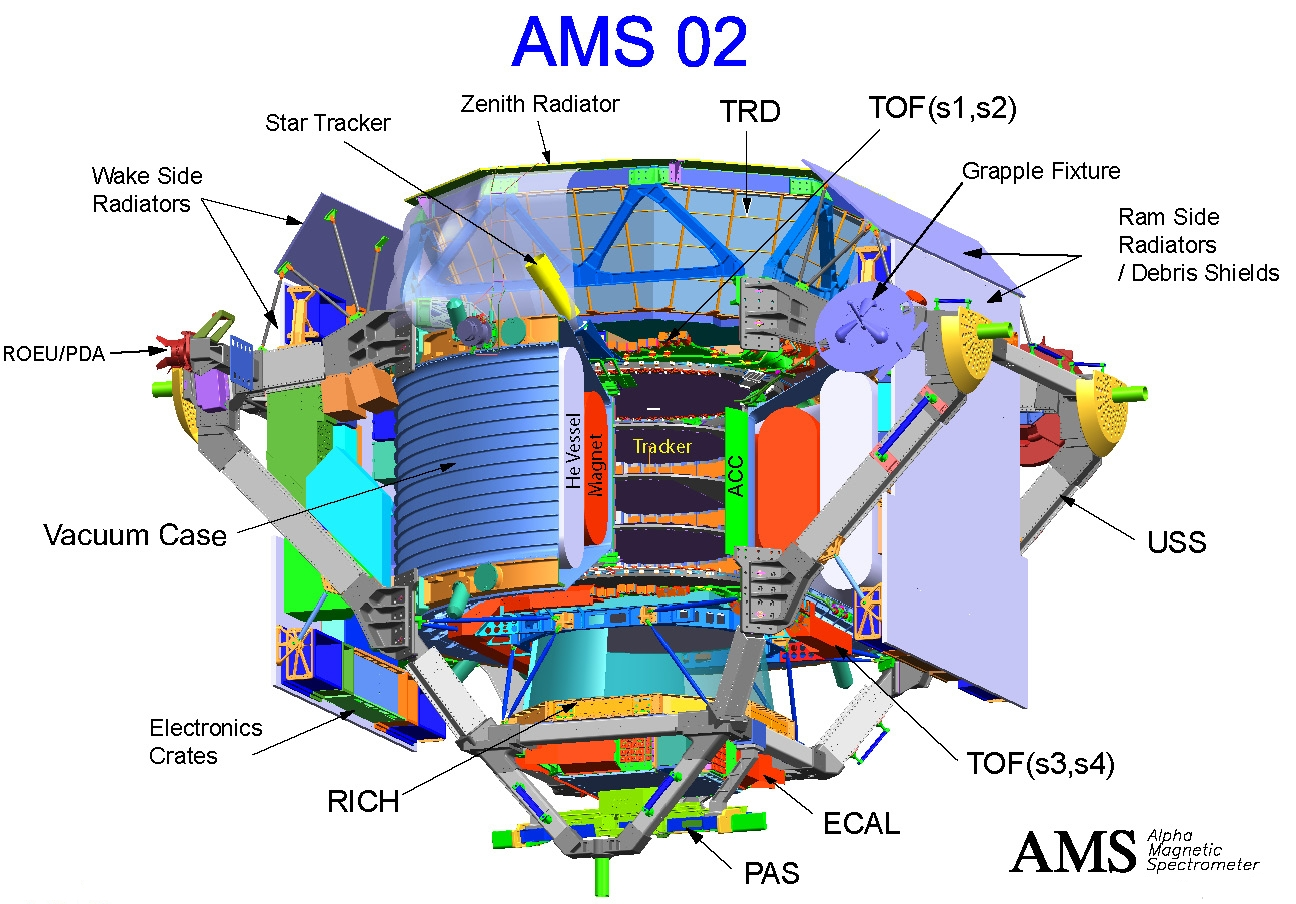
Schematische Darstellung des AMS-02-Experiments

Stefan Schael ist auf die Forschungsthemen Elementarteilchenphysik und Astroteilchenphysik spezialisiert. Schael war Teil der Forschungsgruppe, die für den Bau des CMS-Detektors am Large Hadron Collider am CERN verantwortlich war, mit dem die Existenz des Higgs-Bosons nachgewiesen werden konnte. In die Entwicklung von Detektoren für das LHCb-Experiment am CERN ist Schael ebenfalls involviert.
Schael war an der Entwicklung des AMS-02-Experiments beteiligt und entwickelte die Tragestruktur für diesen Teilchendetektor, der 2011 im Rahmen der Mission STS-134 durch das Space Shuttle Endeavour auf die Internationale Raumstation gebracht wurde und der Suche nach Antimaterie dient. Außerdem forscht er an der Entwicklung von Silizium-Photomultipliern und hält Vorlesungen auf dem Gebiet der Physik.